# آدم ماهر
آدم ماهر (زاده آیت ایزو، ۲۰ ژوئیه ۱۹۹۳) یک بازیکن فوتبال مراکشی-هلندی است که معمولاً در پست هافبک بازی می‌کند. او در ژوئیه ۲۰۱۹ با انتقالی آزاد از آزد به اوترخت پیوست. ماهر نخستین بازی خود برای هلند را در سال ۲۰۱۲ انجام داد. همچنین در این سال جایزه استعداد سال فوتبال هلند (جایزه یوهان کرایف) را از آن خود کرد.

## حرفه باشگاهی

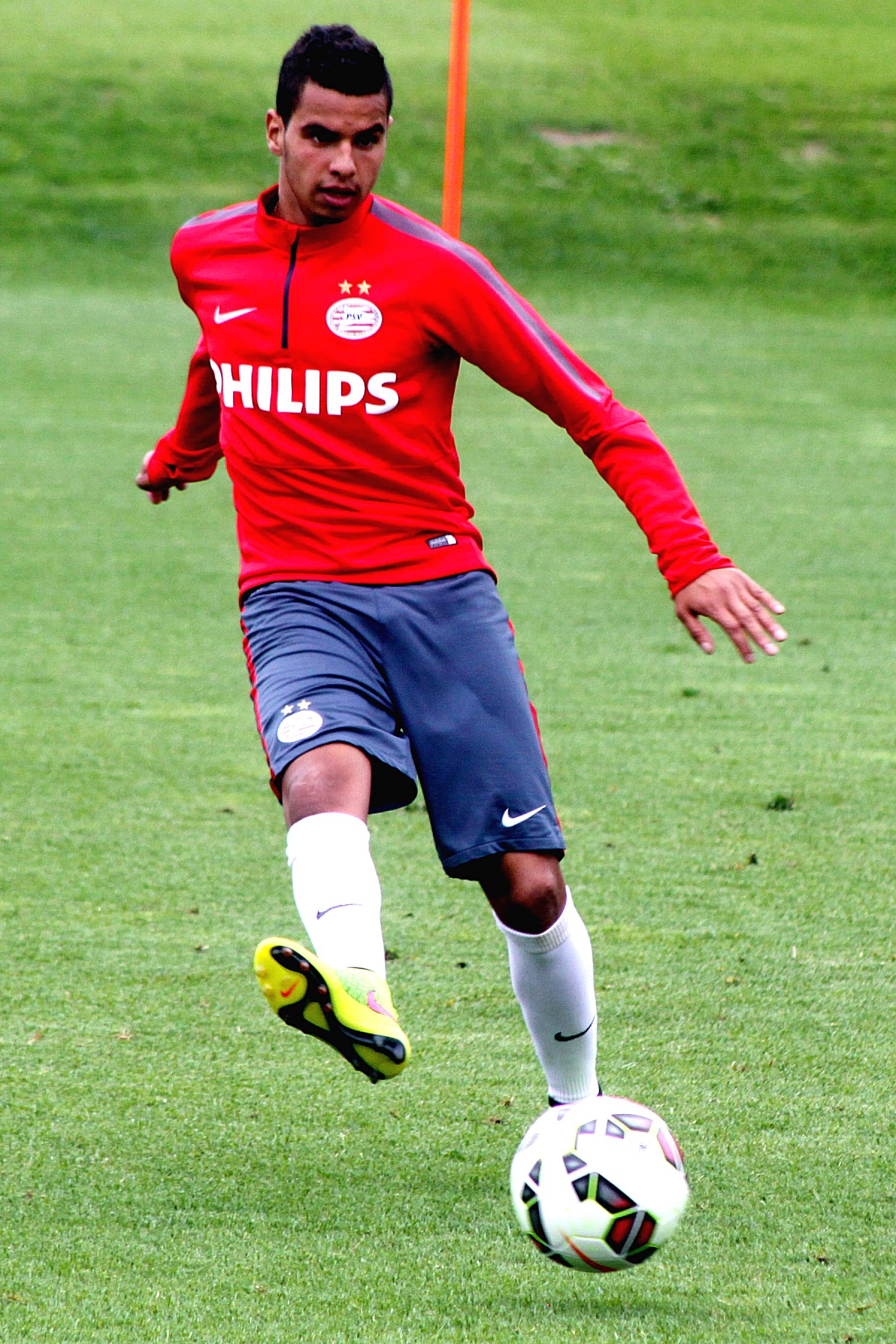
آدام ماهر از پی اس وی آیندهوون ، اردوی تیمی در باد ارلاخ (اتریش 05-07-2014 – 11-07-2014)

### آزد
ماهر بعد از بازی در جوانان SV Diemen و Zeeburgia، در سال ۲۰۰۴ به عضویت آکادمی آزد درآمد. در تاریخ ۱۵ دسامبر ۲۰۱۰ در بازی مقابل باته بوریسف در لیگ اروپا برای اولین بار برای تیم اصلی به میدان رفت. او به جای پونتوس ورنبلوم وارد زمین شد و یک گل هم زد. با ۱۷ سال و ۱۴۷ روز سن، تبدیل به جوان‌ترین گلزن هلندی در یک بازی اروپایی شد. ماهر در تمامی بازی‌های فصل ۲۰۱۲–۲۰۱۱ لیگ برتر فوتبال هلند شرکت داشت. در همان سال به رده چهارم اردیویسه و نیمه نهایی جام حذفی فوتبال هلند رسید. او همچنین با آزد به یک چهارم نهایی لیگ اروپا راه یافت. در انتهای فصل به عنوان استعداد سال فوتبال هلند برگزیده شد. ماهر در فصل ۲۰۱۳–۲۰۱۲ جام حذفی هلند را به دست آورد. او نخستین گل بازی را در برد ۱–۲ مقابل پی‌اس‌وی به ثمر رساند.

### پی اس وی
در ژوئیه ۲۰۱۸ ماهر با قراردادی به ارزش ۶/۵ میلیون یورو از آزد به پی‌اس‌وی پیوست که تا اواسط سال ۲۰۱۸ اعتبار داشت. او در آیندهوون شماره ۶ مارک فن بومل را که به تازگی بازنشته شده بود بر تن کرد. ماهر اولین بازی غیررسمی خود برای پی اس وی را در تاریخ ۱۲ ژوئیه ۲۰۱۳ در دیداری دوستانه برابر آرمینیا بیله‌فلد (۳–۳) انجام داد. او اولین گل رسمی خود برای باشگاه را در لیگ اروپا مقابل دینامو زاگرب با پاس گل لوسیانو نارسینگ زد. نخستین گل او در لیگ برتر هلند با پیراهن پی اس وی هم در ۱ دسامبر ۲۰۱۳ مقابل فاینورد (شکست ۱–۳) به ثبت رسید.
جایگاه ماهر در چینش اصلی تیم در فصل ۲۰۱۴–۲۰۱۳ تثبیت شده نبود. اما در فصل ۲۰۱۵–۲۰۱۴ بیشتر در خط میانی آیندهوون قرار گرفت. با ۷ گل در لیگ، او همچنین با بتهرین رکورد خود در زمان بازی در آزد برابری کرد. ماهر در تاریخ ۱۸ آوریل ۲۰۱۵ با پی اس وی به اولین قهرمانی خود در لیگ برتر هلند دست یافت. این دستاورد با پیروزی خانگی ۱–۴ مقابل هیرنفین در هفته ۳۱ لیگ محقق شد. او همچنین در تاریخ ۸ می ۲۰۱۶ برای دومین بار پیاپی با پی اس وی به قهرمانی لیگ برتر هلند دست یافت. ماهر در این فصل عمدتاً بازیکن نمیکت نشین بود. به همین سبب او در فوریه از باشگاه درخواست بازی برای جوانان پی اس وی را کرد.
ماهر در تاریخ ۳۱ اوت ۲۰۱۶ برای یک فصل با انتقال قرضی به باشگاه ترکیه ای آنکارا اسپور پیوست. او فصل را با رتبه ۵ در سوپر لیگ و ۳۲ تیم نهایی لیگ اروپا به پایان رساند. بعد از یک سال به پی اس وی بازگشت اما در تیم اصلی جایگاهی نداشت.

### توئنته
پی اس وی در تاریخ ۱۵ ژانویه ۲۰۱۸ اعلام کرد که قرارداد ماهر فسخ شده‌است. او متعاقباً با قراردادی ۶ ماهه به توئنته پیوست. جایگاه ماهر با توئنته در انتهای فصل قعر جدول شد.

### آزد
ماهر در تابستان ۲۰۱۸ به باشگاه پیشین خود آزد بازگشت. در فصل ۲۰۱۹–۲۰۱۸ با رتبه ۴ لیگ را به پایان رساند. او در آن سال ۲۵ بازی انجام داد که ۲۱ بار در چینش ابتدایی بود؛ در هر دو وضعیت بالاترین تعداد حضور در ترکیب از فصل ۲۰۱۵–۲۰۱۴ در پی اس وی بود. او قرارداد خود با این تیم را در پایان فصل تمدید نکرد.

### اوترخت
ماهر در ژوئن ۲۰۱۹ تا اواسط سال ۲۰۲۲ با اوترخت قرارداد بست. او از همان ابتدا یک بازیکن کلیدی برای اوترخت شد. در اکتبر ۲۰۲۱، ماهر قرارداد خود با باشگاه را تا اواسط ۲۰۲۳ تمدید کرد.

### ضمک
در تاریخ ۱۱ جولای ۲۰۲۲، ماهر با قراردادی دائمی اوترخت را به مقصد تیم ضمک از عربستان صعودی ترک کرد.

## حرفه ملی
ماهر برای نخستین بار در ۴ نوامبر ۲۰۱۱ به تیم ملی فوتبال زیر ۲۱ سال هلند دعوت شد. او در لیست اولیه هلند برای شرکت در یورو ۲۰۱۲ حضور داشت اما در ۲۶ می ۲۰۱۲ از لیست نهایی خط خورد. ماهر اولین بازی غیررسمی خود برای هلند را روز سه شنبه ۲۲ می ۲۰۱۲ به عنوان بازیکن آغازین ترکیب، در دیداری دوستانه برابر بایرن مونیخ انجام داد. و نخستین بازی رسمی او برای هلند در ۱۵ اوت ۲۰۱۲، شکست ۲–۴ در دیداری دوستانه برابر بلژیک تحت هدایت سرمربی کنونی هلند، لوئی فان خال بود. او به سبب آسیب دیدگی وسلی اسنیدر، در ۲۶ مارس ۲۰۱۳ تیم ملی هلند را در دیدار گزینشی جام جهانی مقابل رومانی همراهی کرد؛ در دقیقه ۷۴ همان بازی، به جای جاناتان ده گوزمن به بازی آمد.

## دستاوردها
آزد
- جام حذفی: ۲۰۱۳–۲۰۱۲

 پی اس وی
- لیگ برتر فوتبال هلند: ۲۰۱۵–۲۰۱۴، ۲۰۱۶–۲۰۱۵
- جام یوهان کرایف: ۲۰۱۵، ۲۰۱۶

انفرادی
- استعداد فوتبال هلند: ۲۰۱۲
- بازیکن ماه اردیویسه: اکتبر ۲۰۱۹